# Biblioteca Municipal d'Eivissa
La Biblioteca Municipal d'Eivissa, també coneguda com a Biblioteca de can Ventosa, és una biblioteca pública gestionada pel municipi d'Eivissa (Illes Balears). Fou inaugurada el 7 de novembre de 1988 i va tenir com a primera seu l'edifici municipal del carrer Castella número 19. L'any 1995 es va traslladar a l'edifici de Can Ventosa, a l'Avinguda Ignasi Wallis, número 26 de Vila, on roman fins a l'actualitat. És la major biblioteca d'Eivissa i compta amb 12.000 socis.
L'any 2005 s'amplia l'espai de la biblioteca amb la incorporació d'una nova sala dedicada al poeta eivissenc Marià Villangómez, fill il·lustre de la ciutat. Conté la secció de literatura i la secció local de les Illes Balears. És també sala de consulta i el lloc on es fan normalment les activitats i actes com conferències, recitals poètics i presentacions de llibres, entre d'altres.

## Activitats
Basades en el foment de la lectura i dinamització cultural:
- La tarda del conte.
- El club de lectura.
- L'escriptor/a del mes.
- Tardes de poesia.
- Setmana del llibre infantil (al voltant del 2 d'abril, aniversari de Hans Christian Andersen i Dia Internacional del Llibre Infantil)
- Diada de Sant Jordi (23 d'abril, amb 1 paradeta i activitats al passeig de s'Alamera d'Eivissa)
- Dia Mundial de la Biblioteca (24 d'octubre, amb 1 jornada de portes obertes)
- Presentacions de llibres.
- Conferències i taules rodones.
- Secció recomanada.
- Tal dia com avui... (recordatori d'efemèrides culturals)

## Fons
Comptà amb un fons inicial de 5.000 volums junt amb un lot fundacional del Ministeri de Cultura. L'any 1995 amb el trasllat a Can Ventosa, va acollir també el fons de l'antiga biblioteca de la Caixa, superant els 40.000 volums. Actualment el fons bibliogràfic és de prop de 70.000 volums.